# Kanariya
 (février 2023).
Si vous disposez d'ouvrages ou d'articles de référence ou si vous connaissez des sites web de qualité traitant du thème abordé ici, merci de compléter l'article en donnant les références utiles à sa vérifiabilité et en les liant à la section « Notes et références ».
Singles de Ayumi Hamasaki
Appears
(1999) Fly High
(2000)
Kanariya (écrit en minuscules : kanariya) est le 12e single de Ayumi Hamasaki sorti sous le label Avex Trax, ou son 13e en comptant Nothing from Nothing.

## Présentation
Le single sort le 8 décembre 1999 au Japon sous le label Avex Trax, produit par Max Matsuura. Il ne sort qu'un mois après le précédent single de la chanteuse : Appears. Comme lui, il n'est édité qu'à 300 000 exemplaires. Il atteint la 1re place du classement de l'Oricon. Il se vend à 248 070 exemplaires la première semaine, et reste classé pendant six semaines, pour un total de 289 200 exemplaires vendus durant cette période ; il est désormais épuisé. C'est la première chanson de Hamasaki à sortir en single après être parue en album, et c'est la première  
fois dans l'histoire de l'oricon qu'un single d'une chanson déjà parue se classe No 1.  
Exceptionnellement, le single ne contient pas de livret et donc pas de pochette : son titre, le nom de l'artiste et sa photo sont directement imprimés sur le CD, placé dans un boîtier transparent ; un feuillet translucide avec les paroles et crédits est inséré au dos du boitier.
Bien que présenté comme un single, le disque contient en fait treize titres, pour un total de plus d'une heure d'écoute : dix versions remixées et une version "vocale" de la chanson Kanariya déjà parue en titre caché à la fin de l'album Loveppears sorti un mois plus tôt, et deux remixes de deux anciennes chansons : Two of Us du single Depend on You et From Your Letter de l'album A Song for XX.
La chanson-titre ne sera jamais interprétée sur scène, à la télévision ou en concert. Elle a servi de thème d'ouverture de l'émission télévisée CDTV en décembre 1999.
Elle figurait donc déjà sur l'album Loveppears, et figurera aussi sur la compilation A Complete: All Singles de 2008. Elle sera également remixée sur cinq album de remix de 2000 et 2001 : Super Eurobeat presents ayu-ro mix, Ayu-mi-x II version US+EU, Ayu-mi-x II version Non-Stop Mega Mix, Super Eurobeat presents ayu-ro mix 2, et Cyber Trance presents ayu trance.

## Liste des titres
Toutes les paroles sont écrites par Ayumi Hamasaki, toute la musique est composée par Yasuhiko Hoshino, sauf celle du titre N°6 par Kazuhito Kikuchi et celle du titre N°8 par Akio Togashi.
| 1.  | Kanariya "Jonathan Peters' Vocal Club Mix" | 9:58 |
| 2.  | Kanariya "Struggle Mix"                    | 6:03 |
| 3.  | Kanariya "Hal's Mix"                       | 4:23 |
| 4.  | Kanariya "DJ-Turbo Club Mix"               | 7:10 |
| 5.  | Kanariya "Dub's Energy Remix"              | 7:31 |
| 6.  | Two of Us "Hal's Mix"                      | 5:17 |
| 7.  | Kanariya "Spazm Mix"                       | 6:23 |
| 8.  | From Your Letter "Pandart Sasanooha mix"   | 5:41 |
| 9.  | Kanariya "Big Room Mix"                    | 7:35 |
| 10. | Kanariya "Hiroshi's Nite Clubbing Mix"     | 5:15 |
| 11. | Kanariya "Full Vocal Mix"                  | 6:45 |
| 12. | Kanariya "Original Mix -Radio Edit-"       | 3:03 |
| 13. | Kanariya "Vocal Track"                     | 3:03 |